# St. Marien (Roßlau)

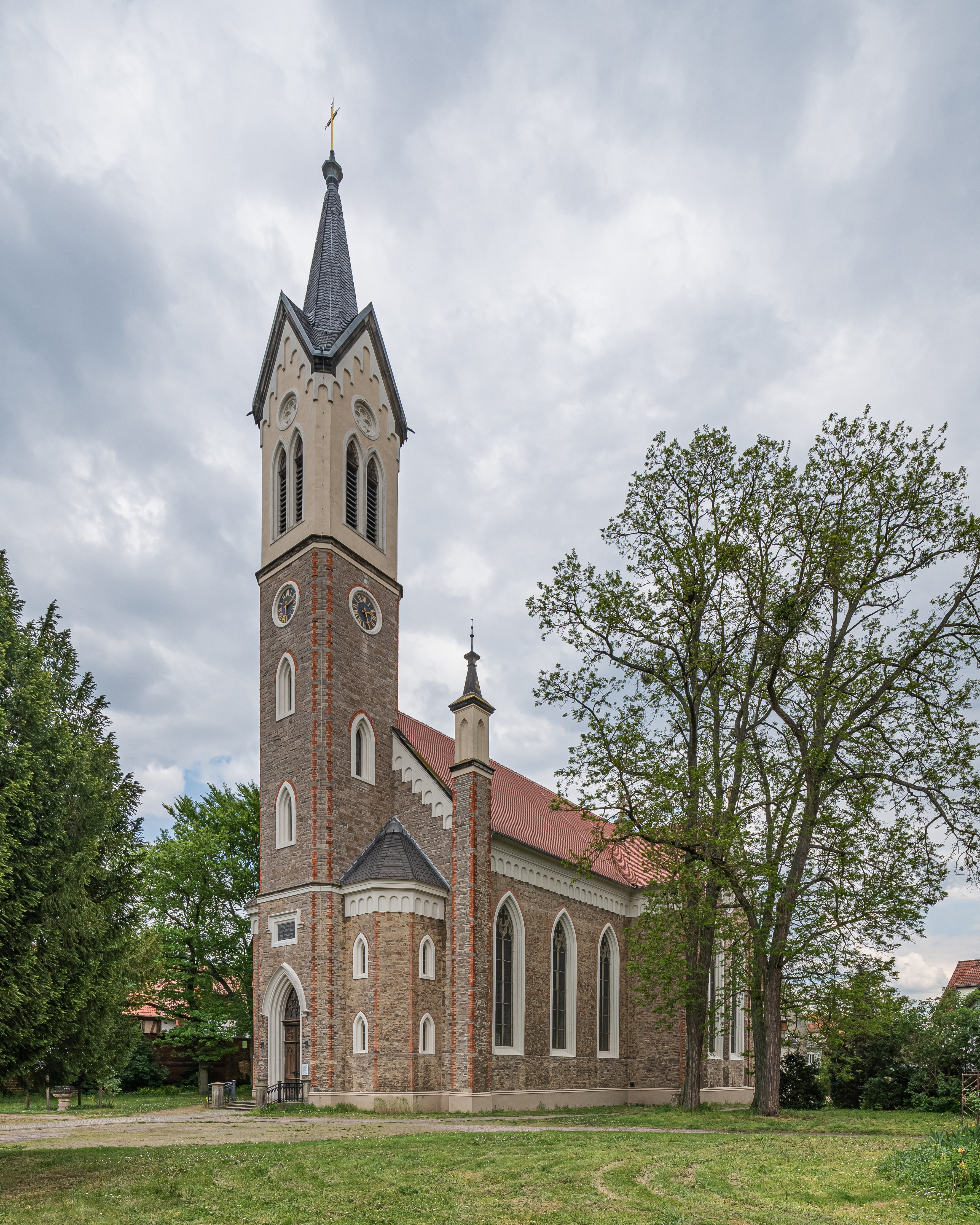
Sankt-Marien-Kirche

Die St. Marien ist die evangelische Stadtkirche des heute zur Stadt Dessau-Roßlau gehörenden Stadtteils Roßlau in Sachsen-Anhalt. Sie befindet sich nördlich des Marktplatzes.

## Architektur und Geschichte
Eine erste Marienkirche in der Nähe des Markts wurde bereits 1316 urkundlich erwähnt. Diese erste Kirche brannte am 25. April 1626 bei der Schlacht um die Roßlauer Schanze nieder. Der Kirchenälteste Nikolaus Hoppe sammelte in vielen protestantisch geprägten Ländern Geld für den Wiederaufbau. Die Erlaubnis zum Wiederaufbau wurde am 21. März 1651 durch den Fürsten Johann VI. von Anhalt-Zerbst erteilt. In den Jahren 1655/1656 konnte der Bau dieser zweiten Kirche erfolgen. Als Baumaterial dienten Feldsteine, der Kirchturm wurde zum Teil in Fachwerkbauweise erstellt. Man nutzte dabei die noch stehen gebliebenen Mauern. Die Mauerarbeiten wurden durch Maurermeister George Strasburger, die Zimmererarbeiten durch den Zerbster Zimmermann Michael Zilliger ausgeführt. 1656 erwarb man in Zerbst eine Turmuhr. Aufgrund der wachsenden Bevölkerungszahl wurde die Kirche 1753/1754 um einen Chor erweitert, zugleich wurden die Seitenwände erhöht. Im Zuge der Industrialisierung stieg die Bevölkerungszahl im 19. Jahrhundert weiter an, so dass sich die Kirche erneut als zu klein erwies. Im Mai 1849 wurde daher eine Kirchenbaukommission gegründet und Baurat Conrad Hengst mit der Entwurfsplanung beauftragt. Es wurden vier Varianten geprüft und letztlich ein Neubau beschlossen.
Die heutige Saalkirche wurde dann nach Entwürfen von Conrad Hengst in den Jahren 1851 bis 1854 im neogotischen Stil aus Backstein errichtet. Die Bauausführung oblag dem Maurermeister Heinrich Schmidt. Die Grundsteinlegung erfolgte am 15. September 1851 in Anwesenheit von Herzog Leopold Friedrich. Der Neubau entstand auf kreuzförmigen Grundriss. Westlich des Kirchenschiffs befindet sich ein schlanker, 47 Meter hoher Kirchturm mit quadratischem Grundriss. Nördlich und südlich des Turms befinden sich kleine Anbauten. Das Schiff verfügt auf Nord- und Südseite jeweils über drei zweigeteilte Lanzettenfenster, östlich hiervon steht das Querhaus. An der Ostseite befindet sich ein in das Schiff eingezogener Chor der nach Osten über einen Fünfachtelschluss verfügt. Der Chor wird durch fünf schlanke als Spitzbögen gestaltete, mit Maßwerk versehene Fenster geprägt.
Das Kircheninnere wird von einem Spiegelgewölbe überspannt. Eine Hufeisenempore reicht bis zur westlichen Wand des Chors. Die Ausstattung des weiträumig wirkenden Innenraums ist fast durchgängig neogotisch.
Die Einweihung erfolgte am 24. September 1854. Während der Bauzeit hatte man die Gottesdienste im Saal des Schlosses durchgeführt.
Im Jahr 1881 wurde durch die Roßlauer Firma Gebrüder Sachsenberg eine Kanalheizung eingebaut. Zu diesem Zweck wurde an die Rückwand des Kirchenschiffs ein Kohlen- und ein Heizungsraum errichtet. Die Heizung wurde 1907 durch eine Niederdruckdampfheizung der Firma Meyer aus Berlin ersetzt. 1897 war der Anbau der Sakristei erfolgt.
Der Dessauer Malermeister Korn malte das Innere der Kirche im Jahr 1909 aus. Andere Angaben geben als Zeitpunkt der Ausmalung die 1920er Jahre an.
In den Jahren 1992/1993 wurde die Ausmalung erneuert. 2001 erhielt die Kirche eine Übertragungsanlage mit Induktionsschleife für Hörgeschädigte. November/Dezember 2004 wurde eine behindertengerechte Toilette und im Januar 2005 ein rollstuhlgerechter Eingang hergestellt. Es folgte eine Sanierung des Kirchturms, die im Frühjahr 2007 beendet wurde.

## Ausstattung
Älteren Datums sind mehrere aus den Vorgängerbauten stammende Stücke, darunter zwei in der Kirche befindliche Ölgemälde. Eines der Gemälde stammt bereits aus dem zweiten Viertel des 16. Jahrhunderts und zeigt Martin Luther. Das andere stellt Paul Gerhardt dar und entstand in der Mitte des 17. Jahrhunderts. Ein aus dem Jahr 1668 stammender Taufstein steht westlich der Kirche. Noch wesentlich älter ist eine der Bronzeglocken. Sie zeigt die sehr alte Glockenform des Bienenkorbs. Ihre Entstehung wird für die erste Hälfte des 12. Jahrhunderts vermutet. Eine andere Bronzeglocke wurde 1695 von Johann Grete in Magdeburg gegossen. Eine weitere Glocke wurde 1952 gegossen und ist Ersatz für eine Glocke von 1495, die während des Zweiten Weltkriegs abgegeben werden musste. Die neue Glocke trägt die Inschrift der alten Glocke.
Zur Verbesserung der Akustik erhielt die im Zuge des Kirchenneubaus errichtete Kanzel 1892 einen von Holzbildhauer Gustav Kuntzsch, Wernigerode, geschaffenen achtseitigen Schalldeckel als Bekrönung.
Ein ehemaliges Altargemälde befindet sich jetzt im südlichen Querschiff. Das Bild stellt Christi Himmelfahrt dar und wurde 1915 von der Ehefrau des Roßlauer Oberförsters Friedrich von Hellfeld gemalt.
Das Altarkreuz ist eine Stiftung anlässlich der Einweihung von 1854. 1911 hatten die Gebrüder Sachsenberg ein weiteres Kreuz gestiftet, welches sich nun in der Friedhofskapelle der Gemeinde befindet. Ebenfalls 1911 stifteten Georg und Hedwig Sachsenberg die Altarleuchter aus Messing.
Die Orgel der Kirche wurde 1853/1854 von Orgelbauer Wilhelm Hoff aus Dessau mit ursprünglich 19 Stimmen gebaut und hat einen neogotischen Orgelprospekt. Im Bereich der Orgel befindet sich, wie auch am Altar, eine Darstellung des anhaltischen Wappens. Nach einer Überholung in den Jahren 1902/1903 durch die Orgelbaufirma Fleischer & Kindermann umfasst die Orgel zwei neunstimmige Manuale und ein siebenstimmiges Pedal. Weitere Reparaturen fanden 1931 und 1994 statt. Auch im Vorgängerbau bestand seit dem Ende des 17. Jahrhunderts eine Orgel, die 1808 durch den Orgelbauer Franke aus Zerbst repariert worden war.